# Angel of Retribution
Angel of Retribution petnaesti je studijski album
britanskog heavy metal sastava Judas Priest. Izdan je 2005. godine.

## Pjesme
1. Judas Rising - 3:52
2. Deal with the Devil - 3:54
3. Revolution - 4:42
4. Worth Fighting For - 4:17
5. Demonizer - 4:35
6. Wheels of Fire - 3:41
7. Angel - 4:23
8. Hellrider - 6:06
9. Eulogy - 2:54
10. Lochness - 13:22

## Zasluge
Judas Priest
- Rob Halford — vokali
- Glenn Tipton — gitara
- K. K. Downing — gitara
- Ian Hill — bas-gitara
- Scott Travis — bubnjevi